# Selling England by the Pound
| Recensione | Giudizio       |
| ---------- | -------------- |
| AllMusic   |                |
| Ondarock   | Pietra miliare |

Selling England by the Pound è il quinto album in studio del gruppo musicale britannico Genesis, pubblicato il 5 ottobre 1973 dalla Charisma Records.
Fra gli album realizzati dai Genesis con Peter Gabriel nel quinquennio 1969-1974, questo è stato il più venduto, raggiungendo la terza posizione nelle classifiche inglesi. Il brano I Know What I Like (In Your Wardrobe) fu pubblicato come singolo entrando anch'esso in classifica.

## Descrizione

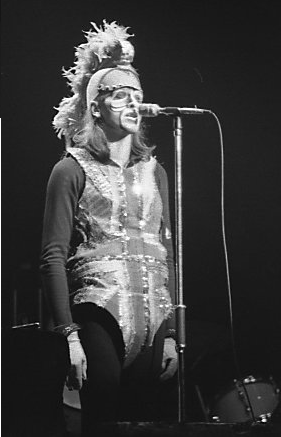
Peter Gabriel sul palco nelle vesti di "Britannia", in Dancing with the Moonlit Knight (1974)

Il titolo dell'album proviene da una strofa del brano di apertura Dancing with the Moonlit Knight. Peter Gabriel, autore del testo, lo trasse da un manifesto del Partito Laburista, che con tale espressione denunciava la "svendita" del Paese a meri interessi finanziari ed economici.
Lungi dall'essere espressamente politicizzati, i testi di quasi tutto l'album sono vagamente incentrati sul tema, già caro soprattutto a Peter Gabriel, del conflitto ipocrita – nel subconscio inglese – fra austerità della tradizione, spesso confinata alle sole apparenze, e miserie contemporanee. I riferimenti culturali dei testi, quasi sempre ri-ambientati nel presente, vanno dal folklore e dalla storia britannici (Dancing with the Moonlit Knight) alla letteratura (Romeo e Giulietta di Shakespeare e Tiresia in The Cinema Show) passando per spunti tratti dalla cronaca, come la guerra tra gangster di periferia londinesi in The Battle of Epping Forest, nella quale Gabriel incastona il racconto immaginario di un ex-prete corrotto dal sesso e dal denaro. Non mancano temi di pura fantasia come la metafora fluviale del tempo che scorre in Firth of Fifth (il cui titolo gioca sul nome del Firth of Forth, l'esteso fiordo scozzese sul quale si affaccia Edimburgo) o, in I Know What I Like (In Your Wardrobe), il ritratto di Jacob, uno scansafatiche che pare refrattario alle convenzioni e alla tradizione, dalle quali è però egli stesso permeato. L'unica traccia strumentale dell'album, After the Ordeal, contiene nel titolo il riferimento alle antiche ordalie. In chiusura d'album il tema della "svendita", materiale ed etica, riaffiora nel brano Aisle of Plenty sotto forma di elenco di offerte speciali di un supermercato, cantate a più voci sul tema musicale di Dancing with the Moonlit Knight. Ancor più che negli album precedenti, nei testi sono contenuti giochi di parole e neologismi, spesso difficilmente traducibili, che costituiscono un tratto distintivo della poetica dei Genesis del periodo e di Gabriel in special modo. Fa eccezione More Fool Me, canzone d'amore per chitarra e voce e unico brano del disco cantato interamente dal batterista Phil Collins.
Dal punto di vista musicale, l'album prosegue nello stile tipico del gruppo in questo periodo: a brani relativamente concisi come I Know What I Like (In Your Wardrobe) si alternano episodi più estesi con frequenti momenti strumentali, arricchiti qui per la prima volta dall'uso del sintetizzatore da parte di Tony Banks. Alcuni di essi, come ad esempio gli estratti dalla sezione strumentale di The Cinema Show, ricorrerranno nei concerti dei Genesis lungo tutta la loro carriera.

## Copertina
L'immagine di copertina del disco è un dipinto della pittrice inglese Betty Swanwick (1915-1989) intitolato The Dream al quale Gabriel si ispirò per il testo di I Know What I Like (In Your Wardrobe), come riportato sulle note del disco. Su richiesta del gruppo, l'autrice aggiunse all'illustrazione originale un tosaerba di fine ottocento, che richiamava un verso del brano (Io? io sono solo un tosaerbe/lo capisci da come cammino). Nei concerti dal vivo Gabriel era solito introdurre e chiudere il brano mimando proprio un giardiniere che aziona una falciatrice (in quel caso un più moderno tosaerba a motore, il cui rumore assordante è anche imitato, in apertura e chiusura del brano, dal sintetizzatore suonato da Banks), immagine che voleva simboleggiare l'ossessione dell'inglese medio per l'apparenza, a partire dall'erba del giardino di casa.
Fu inoltre il primo di una serie di album dei Genesis a riportare, sulla copertina dell'edizione italiana, la traduzione in italiano dei testi (con note esplicative) curata da Armando Gallo, giornalista musicale appassionato del gruppo che già dal 1972 aveva contribuito – in special modo dalle pagine della rivista Ciao 2001 – a diffondere in Italia l'interesse per il gruppo e che continuò a curare tali traduzioni fino al 1980 (per l'album Duke).

## Accoglienza
Nel Regno Unito l'album debuttò direttamente alla terza posizione della Official Albums Chart, segnalandosi come il maggior successo commerciale ottenuto dai Genesis fino ad allora. Fu inoltre il primo disco del gruppo a piazzarsi al 70º posto della statunitense Billboard 200. In Italia raggiunse la quarta posizione in classifica, risultando il 18º disco più venduto nel Paese durante l'anno 1974. Fu anche complessivamente il più venduto fino allora fra quelli registrati dalla formazione con Peter Gabriel.
Prima della pubblicazione di questo album, parte della critica specializzata aveva comparato in maniera negativa i Genesis a diversi altri gruppi di rock progressivo come Emerson, Lake & Palmer, Jethro Tull e Pink Floyd. Grazie a Selling England by the Pound i Genesis riuscirono definitivamente ad andare oltre a tale etichetta e incontrare un maggior favore presso le testate musicali. Secondo Stephen Thomas Erlewine di AllMusic l'album unisce «l'eccentricità stravagante di Nursery Cryme con l'intensità hard rock e il pessimismo di Foxtrot». Per il portale Ondarock Selling England by the Pound è il lavoro più rappresentativo nella discografia del gruppo.
A proposito dell'album i membri del gruppo hanno espresso pareri contrastanti. Steve Hackett ha ripetutamente dichiarato che, fra i dischi dei Genesis cui ha partecipato, questo è il suo preferito in assoluto; Tony Banks e Mike Rutherford invece lo hanno giudicato entrambi un lavoro riuscito solo a metà, con momenti notevoli e altri meno convincenti.
Nel giugno del 2015 la rivista Rolling Stone ha collocato l'album alla sesta posizione dei 50 migliori album progressive di tutti i tempi.

## Tracce
Testi e musiche dei Genesis.
Lato A
1. Dancing with the Moonlit Knight – 8:02
2. I Know What I Like (In Your Wardrobe) – 4:03
3. Firth of Fifth – 9:36
4. More Fool Me – 3:10

Lato B
1. The Battle of Epping Forest – 11:43
2. After the Ordeal – 4:07
3. The Cinema Show – 11:10
4. Aisle of Plenty – 1:30

## Formazione
- Peter Gabriel – voce, flauto, oboe, percussioni
- Steve Hackett – chitarra elettrica e classica
- Mike Rutherford – chitarra a 12 corde, basso, sitar elettrico
- Tony Banks – tastiera, chitarra a 12 corde
- Phil Collins – batteria, percussioni, voce (traccia 4)

## Classifiche
| Classifica (1973-2021) | Posizione massima |
| ---------------------- | ----------------- |
| Grecia                 | 10                |
| Italia                 | 4                 |
| Regno Unito            | 3                 |
| Stati Uniti            | 70                |